# Instituto Arapoty
O Instituto Arapoty é uma organização sem fins lucrativos, criada em 1998. Kaká Werá fundou o Instituto com o objetivo de difundir as tradições indígenas para jovens e ajudar aldeias do Sul e do Sudeste do país a trabalhar de forma sustentável. Sua sede está localizada em Itapecerica da Serra, no Estado de São Paulo. É baseado no trabalho voluntário e seus recursos surgem através de doações e comércio solidário.
Arapoty é uma palavra Guarani que significa "renascimento" e sua sede pode ser encontrada em Itapecerica da Serra.

## Ações

### Construção da Oca Mãe
A Oca Mãe é a sede da Embaixada dos Povos da Floresta em Itapecerica da Serra. O multirão foi realizado entre 26 e 28 de abril de 2013. Anos antes, a Oca Mãe havia sido destruída em um incêndio, e foi reconstruída com o trabalho voluntário e o apoio de algumas instituições, incluindo o Instituto Arapoty.

### Opy (Casa de Rezas)
Em 19 de abril de 2003, foi inaugurada pelo Instituto Arapoty a Casa de Rezas da Aldeia do Poder Sagrado, onde chefes e sábios de várias aldeias podem discutir propostas para povos indígenas brasileiros, além de programas pagos de cultura indígena, plantas medicinais, entre outros. A Opy foi construída em 3 meses por moradores da região de Itapecerica da Serra.

### Projeto "A Gente Transforma"
O projeto, que teve início em 5 de fevereiro de 2012, realizou a obra do Centro Comunitário de Várzea Queimada.
No Projeto AGT (A Gente Transforma), foi Elaine Saron, uma das participantes do Instituto Arapoty, que conduziu um ritual realizado para iniciar as obras. Nele, os participantes formaram uma grande roda e ofereceram algumas ofertas ao terreno: ervas e raízes preparadas em forma de pó, mel e água.

### Casa das Artes e Cultura Arapoty
O projeto, com início em 8 de maio de 2013, promove de cursos a sessões de cinema, além de disponibilizar um acervo para consulta e venda e exposição de artesanatos realizados pelos indígenas. Ele prevê ações anuais em 5 cidades do estado de São Paulo com narrações de histórias e oficinas. Além de atividades contínuas nos espaços mantidos pelo Arapoty.
Seu objetivo, além de ampliar suas ações, é disseminar os valores e promover o respeito às culturas indígenas e estimular a arte. Entre o público de interesse, estão todos os interessados, de todas as idades, nas atividades propostas pelo projeto. Além de educadores e alunos das reses pública e privada. Sua sede está localizada em Itapecerica da Serra, no Estado de São Paulo.

### Exposição do Instituto Arapoty na Biblioteca Central da PUCPR
Em junho de 2010, o Núcleo de Projetos Comunitários, em parceria com Instituto Arapoty promoveu a Exposição Itinerante Instituto Arapoty. Com o objetivo de estimular os alunos desenvolver atividades com os indígenas, trabalhos realizados em parceria com o Instituto foram expostos.

### Projeto Nhemonguatá
O principal objetivo do projeto é promover o respeito à diversidade cultural, além da consciência ecológica e a difusão de valores das culturas indígenas.
O Instituto Arapoty é parceiro no projeto junto com a Cia Duberrô.

## Biblioteca Instituto Arapoty
No Instituto, localizado na área rural de Itapecerica da Serra, há uma biblioteca de uso comunitário.

## Prêmios
- Prêmio Ashoka Empreendedores Sociais[8]
- Prêmio Ponto de Cultura do Ministério da Cultura
- Prêmio Transformadores da Revista Trip[12]